# Cuckooland
Cuckooland è un album di rock progressivo del cantante e polistrumentista inglese Robert Wyatt, pubblicato nel 2003 dalla Hannibal Records.

## Il disco
Al pari del precedente Shleep, il disco esce dopo alcuni anni di silenzio artistico, durante i quali l'artista si è limitato a collaborare occasionalmente con altri musicisti e a remissare il proprio album Dondestan del 1991. Nello stesso periodo esce anche Solar Flares Burn for You, la colonna sonora di Wyatt per l'omonimo film, contenente soprattutto brani registrati da solo negli studi della BBC negli anni settanta. Il cast di musicisti di Cuckooland comprende gli ex Roxy Music Brian Eno e Phil Manzanera, Paul Weller, Annie Whitehead (già presenti in Shleep) e David Gilmour dei Pink Floyd.
Malgrado i complicati e frequenti cambi di ritmo e melodia, Wyatt consegna al pubblico un'opera che al primo ascolto può sembrare di semplice esecuzione. L'album conferma il ritorno di Wyatt alle atmosfere del pop, come già era successo con Shleep, dal quale si differenzia per una più marcata contaminazione jazzistica grazie anche all'apporto dei jazzisti Gilad Atzmon e Karen Mantler, figlia di Carla Bley. Ed è proprio dall'incontro tra Wyatt e la Mantler che nasce l'album. La musicista aveva composto dei brani che avevano attirato l'attenzione di Wyatt. Dopo averli provati assieme, ne scelgono tre che vengono arrangiati e costituiscono la base di partenza per il nuovo disco. Wyatt apprezza anche l'originalità della voce della Mantler; oltre a farla cantare in alcuni brani, le fa incidere degli accordi vocali e li inserisce su uno strumento a tastiera che può riprodurli, a cui dà il nome "karenotron", che lui stesso utilizzerà per la realizzazione del disco. Aveva già sperimentato quest'operazione sulla propria voce quando aveva ideato il "Wyattron".
Nelle altre tracce, Wyatt registra inizialmente i propri contributi, per poi scegliere i musicisti che completino il brano in base al risultato ottenuto. Le registrazioni degli altri musicisti avvengono individualmente, uno per volta. Importanti nel disco sono i vocalizzi del cantante, come conferma il rifacimento di Insensatez, un classico di Vinícius de Moraes e Antônio Carlos Jobim. Non mancano, come in molti album precedenti, i riferimenti politici e le accuse di Wyatt ai soprusi legati agli avvenimenti di attualità. Sulla guerra in Iraq, mette in risalto le paure dei bimbi durante i bombardamenti nel brano Lullaby for Hamza, al quale segue mezzo minuto di silenzio per offrire una pausa di riflessione all'ascoltatore. Old Europe ricorda la storia d'amore parigina fra Juliette Gréco e Miles Davis, una reminiscenza a cui l'autore si abbandona sulle note jazz da lui composte sul testo della moglie Alfreda Benge. Quest'ultima ha contribuito scrivendo alcuni dei testi, cantando in due brani e, come di consueto, eseguendo i disegni di copertina.

## Registrazione e pubblicazione
Fu il primo disco a essere inciso nel nuovo studio di registrazione Gallery Studio che Phil Manzanera aveva appena inaugurato a Londra, dopo la chiusura dell'omonimo studio nella vicina Chertsey. Fu pubblicato la prima volta su CD nel 2003 dalla Hannibal Records di Joe Boyd (HNCD1468), venne poi ristampato dalla Domino Recording Company nel 2008, sia come doppio LP (REWIGLP47) sia come CD (REWIGCD47)

## Accoglienza
Alla sua uscita, Cuckooland raccolse i consensi della critica, nel 2003 ricevette il premio come disco dell'anno dalla rivista specializzata inglese The Wire, e l'anno successivo una nomination come miglior album dell'anno nel prestigioso Mercury Prize.

## Tracce
I brani sono di Robert Wyatt, eccetto quelli indicati diversamente
1. Just a Bit – 5:09
2. Old Europe (Wyatt e Alfreda Benge) – 4:15
3. Tom Hay's Fox – 3:33
4. Forest (Wyatt e Benge) – 7:55
5. Beware (Karen Mantler) – 5:09
6. Cuckoo Madame (Wyatt e Benge) – 5:20
7. Raining in My Heart (Felice and Boudleaux Bryant) – 2:42
8. Lullaby for Hamza/Silenzio (Wyatt e Benge) – 5:00
9. Trickle Down – 6:47
10. Insensatez (Vinícius de Moraes e Antônio Carlos Jobim) – 4:24
11. Mister E (K. Mantler) – 4:20
12. Lullaloop (A. Benge) – 2:59
13. Life Is Sheep (K. Mantler) – 4:14
14. Foreign Accents – 3:48
15. Brian the Fox – 5:31
16. La Ahada Yalam (No-One Knows) – 4:16

## Lista dei musicisti
- Robert Wyatt – voce (1, 2, 3, 4, 5, 6, 8, 9, 10, 11, 12, 13, 14, 15), cornetta (1, 12, 15), tastiere (1, 2, 3, 4, 5, 6, 8, 11, 12, 13, 15), tromba (2, 3, 5, 9, 11, 13, 15),  percussioni (4, 5, 6, 8, 10, 12, 13), karenotron[10] (6), pianoforte (7, 9, 14), cimbali (9), distorsori (9),
- Gilad Atzmon – sax soprano (1), sax alto (2), sax tenore (2), clarinetto (2, 10, 16), tastiere (16), flauto (10, 16)
- Annie Whitehead – trombone (1, 8, 9, 12, 14, 15)
- Tomo Hayakawa – chitarra (3)
- Tomo Noro – voce (3)
- Brian Eno – voce (3, 4)
- David Gilmour – chitarra (4)
- Yaron Stavi – contrabbasso (4, 9, 10, 14, 16)
- Alfreda Benge – voce (4, 12)
- Jamie Johnson – voce (4), basso elettrico (12)
- Karen Mantler – voce (5, 10, 11, 13), armonica (5, 10, 11, 13), tastiere (5), pianoforte (10), karenotron[10] (10)
- Michael Evans – batteria (5)
- Jennifer Maidman – accordion (8), chitarra acustica (16)
- Phil Manzanera – voce (9)
- Paul Weller – chitarra (12)